# Valongo
Valongo là một huyện thuộc tỉnh Porto, Bồ Đào Nha. Huyện này có diện tích 76 km², dân số thời điểm năm 2001 là 86005 người.